# 艾迪蒂·拉·哈亞里
艾迪蒂·拉·哈亞里（印度語：अदिति राव हयाद्री，1986年10月28日—）是印度女演員及古典婆羅多舞（Bharatanatyam）舞者。2006年，她的首套作品是马拉雅拉姆语電影《Prajapathi》。2011年，哈亞里因為電影《Yeh Saali Zindagi》而成名。她亦在其他知名電影如《Delhi-6》、《Rockstar》和《Khoobsurat》等中扮演配角。
哈亞里出生於印度一個王族家庭，祖先曾是瓦纳帕尔蒂的管治者。她的父亲是一名穆斯林，母亲是印度教徒。寶萊塢男星阿米爾·罕的妻子Kiran Rao是她的表姐。她畢業於印度德里大學。

## 外部連結
- 艾迪蒂·拉·哈亞里在互联网电影资料库（IMDb）上的資料（英文）
- 艾迪蒂·拉·哈亞里的Instagram帳戶